# Língua triqui de Chicacahuaxtia
O Triqui de Chicahuaxtla é uma língua Oto-Mangueana falada por cerca de 6 mil péssoas em Oaxaca, México na agência municipal de San Andrés Chicahuaxtla, Santa Cruz Progreso, Llano de Zaragoza, Yosonduchi, Cañada Tejocote, Miguel Hidalgo, San Marcos Mesoncito, San Gabriel Chicahuaxtla, La Laguna Guadalupe , San Isidro de Morelos, San José Xochixtlan, bem como nas fazendas de Joya Grande Chicahuaxtla, San Antonio dos Caminos Chicahuaxtla, Plano de Guajolote Chicahuaxtla e Los Reyes Chicahuaxtla. Existe uma variante da língua que é falada em Santo Domingo do Estado, que possui duas vogais a menos que o Triqui de Chicahuaxtla.

## Classificação
A língua Triqui é uma língua que, juntamente com as lnguas Mixtec  e a Cuicateca], forma a família Mixtec do grande tronco ínguas Otomanguenas.

## Variantes
O Instituto Nacional de Lenguas Indígenas (INALI), reporta 4 variantes.
- Xna'ánj nu'. Falado en San Juan Copala
- Snáhánj nìh. Falado en San Martín Itunyoso
- Nánj nïn'-ïn. Falado en San Andrés Chicahuaxtla
- Triqui de Santo Domingo del Estado(nánj nình-in).

O último é considerado uma variante do Chicahuaxtla triqui e eles ainda compartilham o mesmo código ISO.
Ethnologue relata apenas os três primeiros.

## Fonologia
As tabelas a seguir mostram os fonemas do Chicahuaxtla: vogais e consoantes.

### Vogais
Triqui é uma língua tonal
|         | Anterior | Central | Posterior |
| ------- | -------- | ------- | --------- |
| Fechada | i        | ɨ       | u         |
| Medial  | e        | ʌ       | o         |
| Abierta |          | a       |           |

### Consoantes
|             | Bilabial | Alveolar | Pós-alveolar | Retroflexa | Palatal | Velar | Labiovelar | Glotal |
| ----------- | -------- | -------- | ------------ | ---------- | ------- | ----- | ---------- | ------ |
| Oclusiva    | p b      | t d      |              |            |         | k g   | kʷ gʷ      | ʔ      |
| Fricativa   |          | z        | ʃ ʒ          |            |         |       |            | h      |
| Africada    |          | t͡s       | t͡ʃ           | t͡ʂ         |         |       |            |        |
| Nasal       | mː m     | nː n     |              |            |         |       |            |        |
| Vibrante    |          |          |              | ɽ          |         |       |            |        |
| Lateral     |          |          |              | lː l       |         |       |            |        |
| Aproximante |          |          |              |            | jː j    |       | wː w       |        |

O Triqui Chicahuaxtla tem outros grupos de consoantes que não são encontrados na tabela de consoantes básicas, por exemplo: / nd /, / ng /, / ʔng /, etc..

## Breve vocabulario
Abaixo está um conjunto de palavras da variante triqui de Chicahuaxtla com seus tons sobrescritos.
'ngoj43 um
huui53 dois
hua'5nï3 três
gan'5an3 quatro
un'5unj3 cinco
xuhue3 cão
chru3 grilo
canj3 huarache

## Amostra de texto
Nej yumanꞌ Aꞌmin Nânj Nï̀nꞌïn mân neꞌ gatûj gui riñan hioꞌó Akuej, ni̱ màn daꞌngaꞌ ꞌngo̱ si chi̱ꞌ nej sij yùhuìj mîn guiì. Ni̱ huàꞌnï̀nj yiꞌnïnꞌ huin sa hua̱ ni̱nï̱n ni̱ daꞌ goꞌngo̱ nej yumanꞌ nânj huin sa ña̱ꞌa̱n doj ni̱ nej yuman nânj huin: Yumanꞌ Nìko ni̱ ta̱a huìj mîn tá gàꞌanj siêntu riñan nne ña̱ꞌa̱nj.